# Petricia
Petricia is een geslacht van zeesterren uit de familie Asteropseidae.

## Soorten
- Petricia imperialis (Farquhar, 1897)
- Petricia vernicina (Lamarck, 1816)